# Parque Visconti
El Parque Visconti (Parco Visconteo en italiano) fue el parque privado de las familias Visconti y Sforza, señores y duques de Milán. Situada en Lombardía, al norte de Italia, se extendía entre el Castillo Visconteo y la Cartuja de Pavía. Cubría un área de unas 2.200 hectáreas (22 km²) y estaba rodeada por muros de unos 25 kilómetros (16 millas) de longitud. Fue fundada en 1360 por Galeazzo II Visconti y ampliada por su hijo Gian Galeazzo Visconti. Su decadencia comenzó en 1525 con los daños causados durante la Batalla de Pavía. Hoy en día, el área del parque sirve principalmente para fines agrícolas, mientras que algunas partes son reservas naturales.

## El parque primitivo
El Parque Visconti formaba parte del proyecto del Castillo Visconteo, construido después de 1361 por decisión de Galeazzo II Visconti. En el mismo período se remonta la idea de reservar una gran área al norte del castillo para el ocio privado y la caza de la familia Visconti. Unos treinta años después, Gian Galeazzo Visconti añadió otra porción de tierra (Parco Nuovo, el Parque Nuevo) a la primera parte (Parco Vecchio, el Parque Viejo). Con esta ampliación, el parque llegaba hasta la Cartuja de Pavía, fundada unos años antes por los Visconti para albergar el mausoleo de su familia, con una extensión de unas 2.200 hectáreas (22 km2).
El parque estaba rodeado por muros y accesible por puertas. La longitud total del muro a lo largo del perímetro del parque era de unos 22 kilómetros (14 millas). Dentro del parque se construyeron señoríos, alquerías, estanques con arreglos hidráulicos y caminos. En su centro se erigió el Castillo de Mirabello, sede de la autoridad administradora del parque (Capitán del Parque). En algunas partes la vegetación fue diseñada con fines recreativos o para albergar especies animales. En otros lugares, las actividades agrícolas eran similares a las áreas externas al parque.

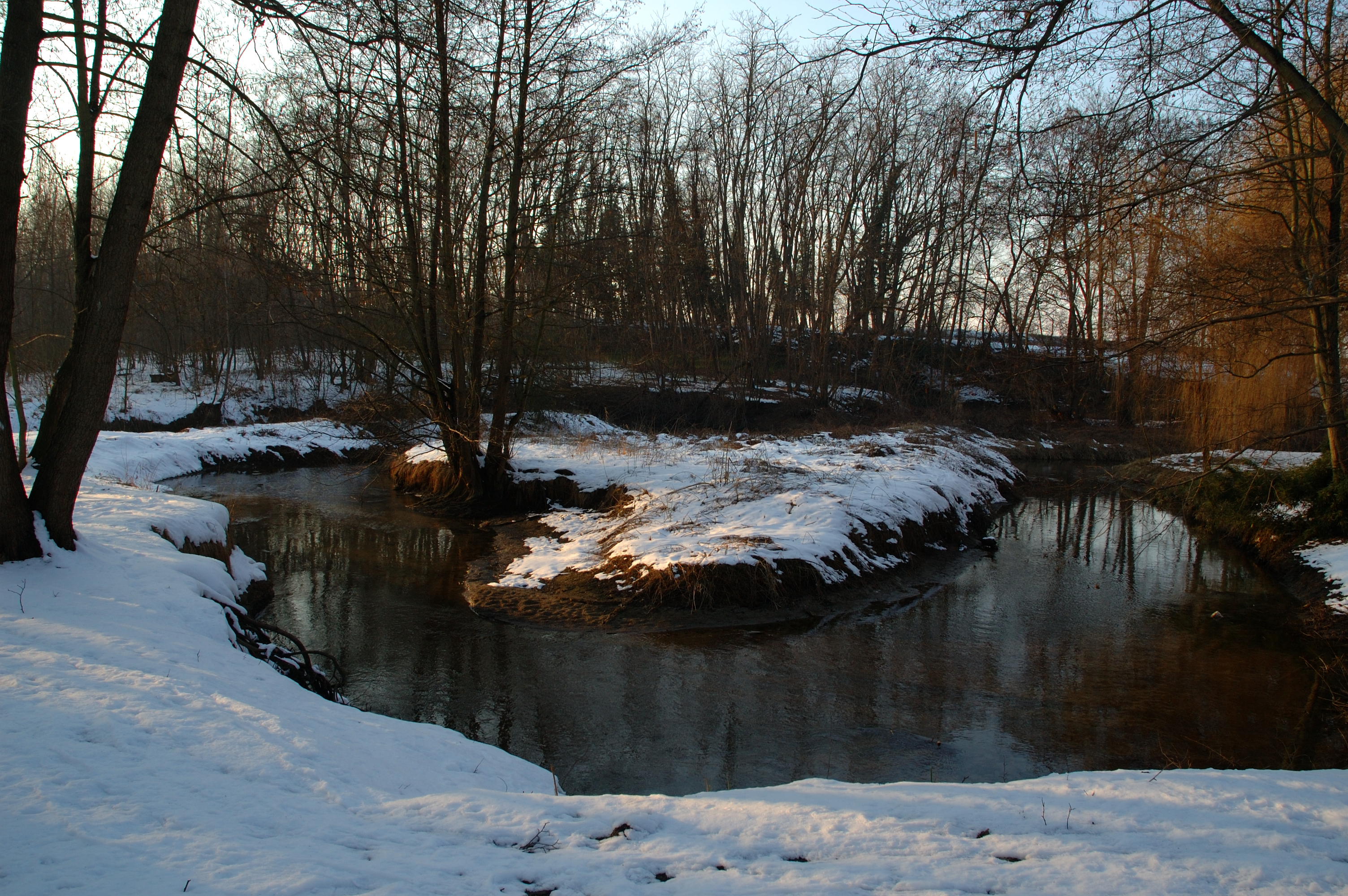
El parque Vernavola.
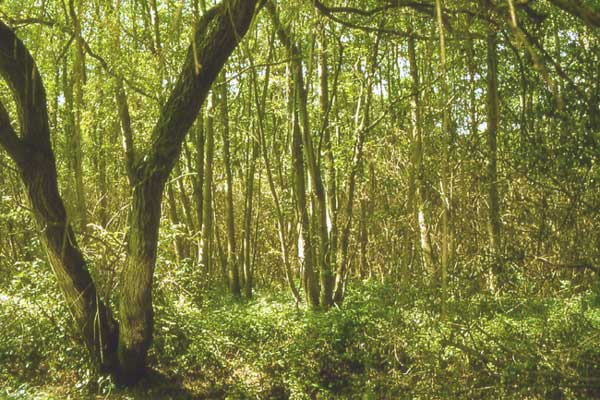
La reserva natural della Carola.
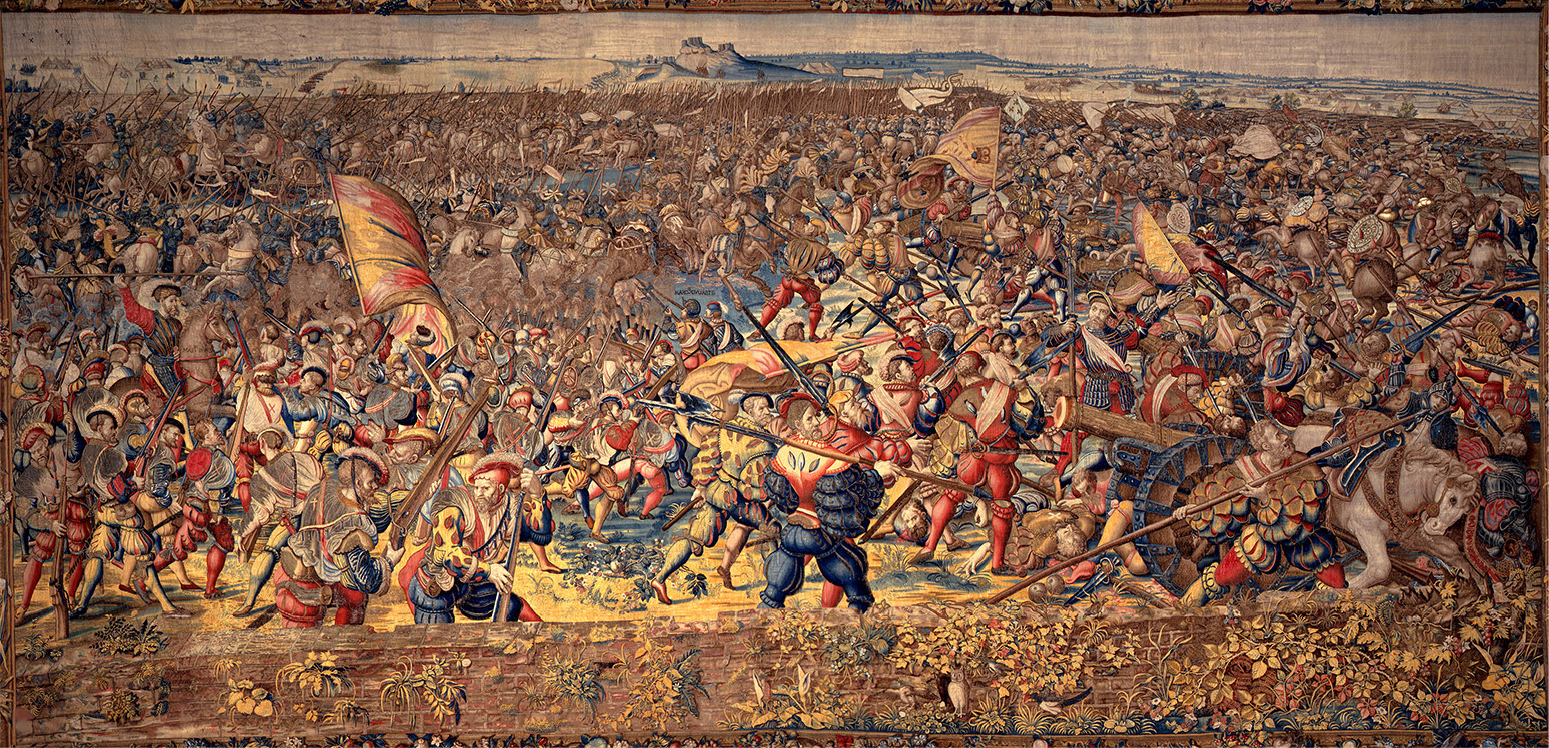
Batalla de Pavía, debajo de la escena de la batalla se puede ver el muro del Parque. Tapices de la batalla de Pavía (1528-1533), Nápoles, Museo Nacional de Capodimonte.
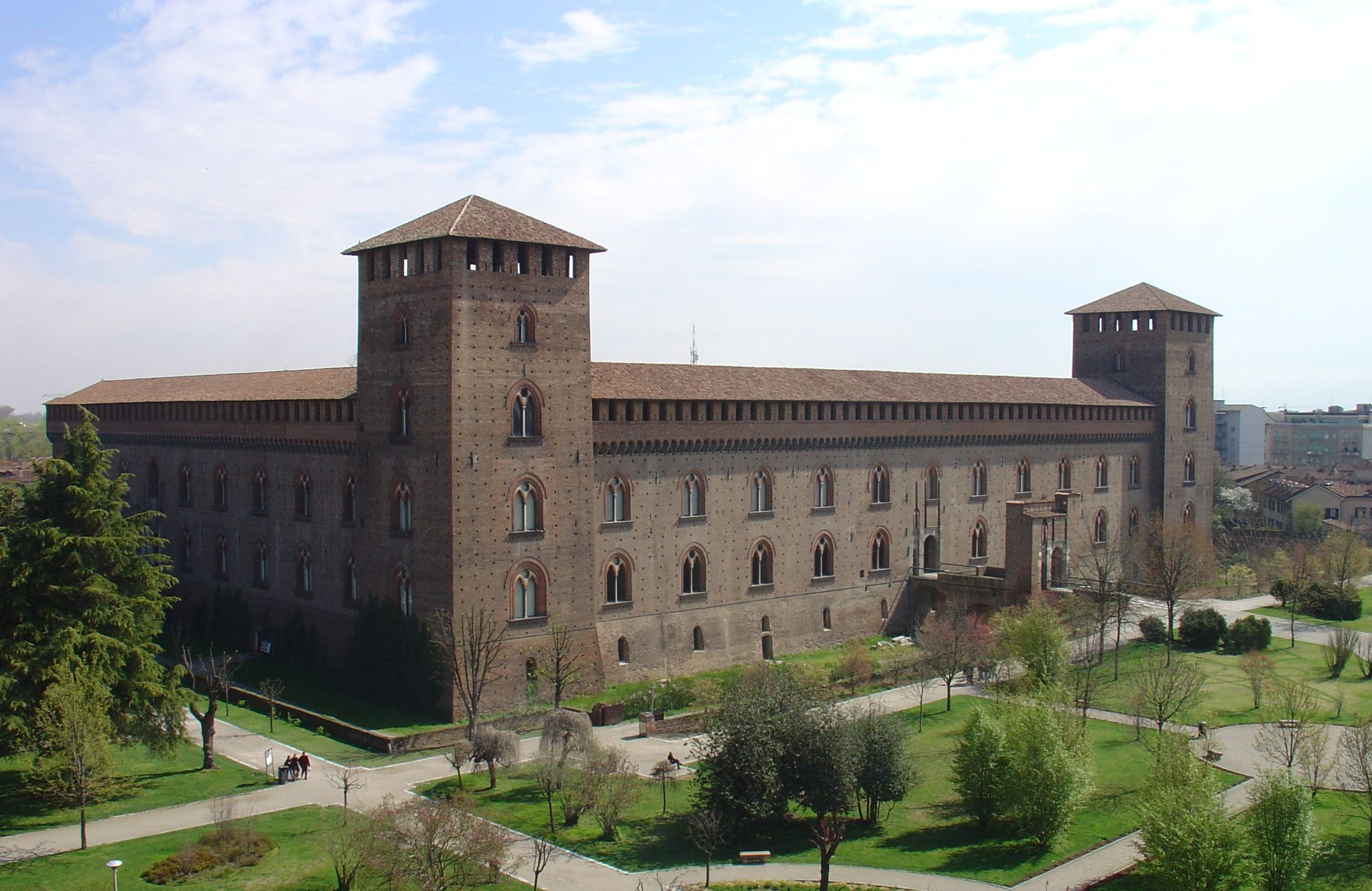
El Castillo Visconteo, donde comenzó el parque.
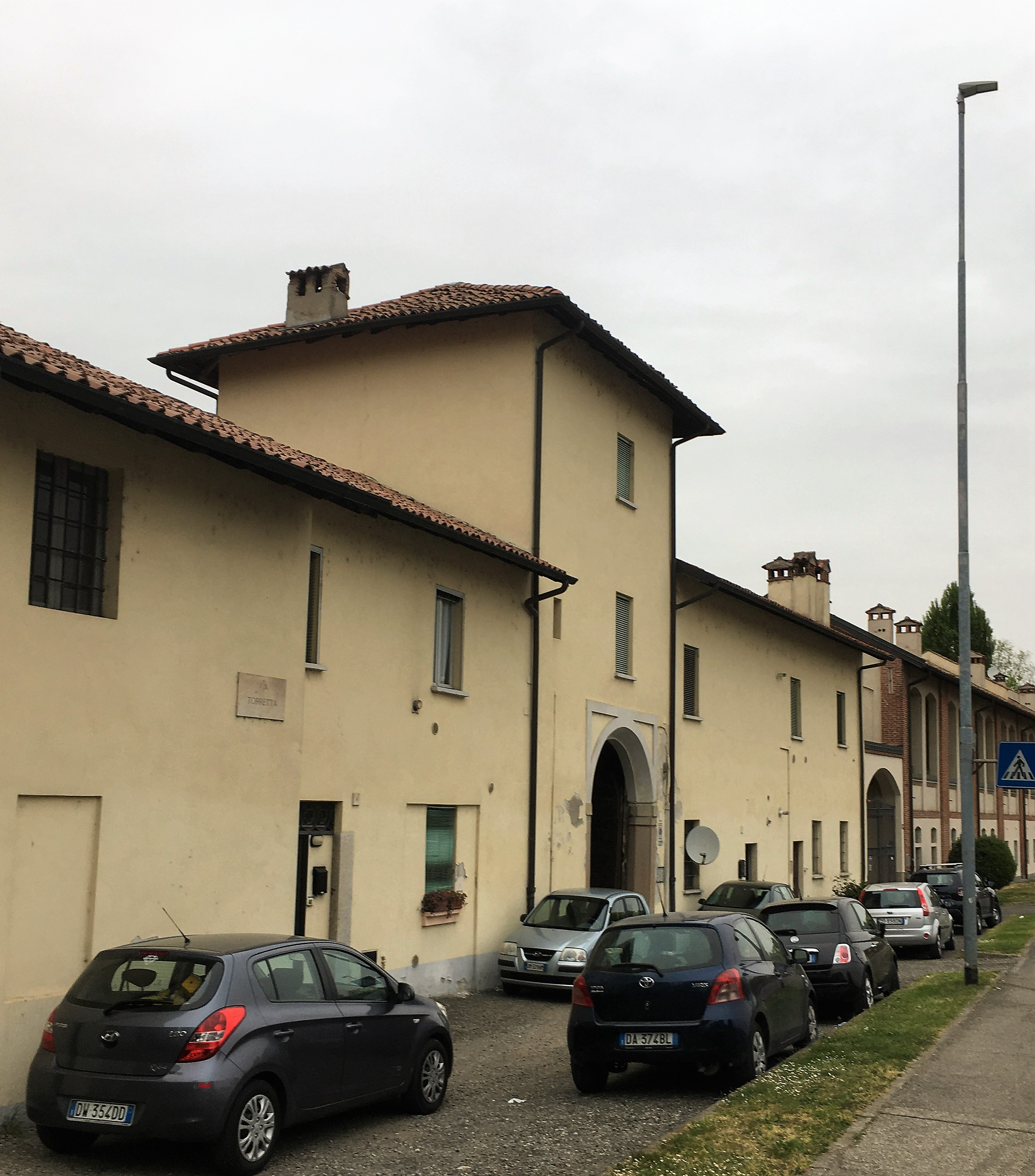
La Torretta.
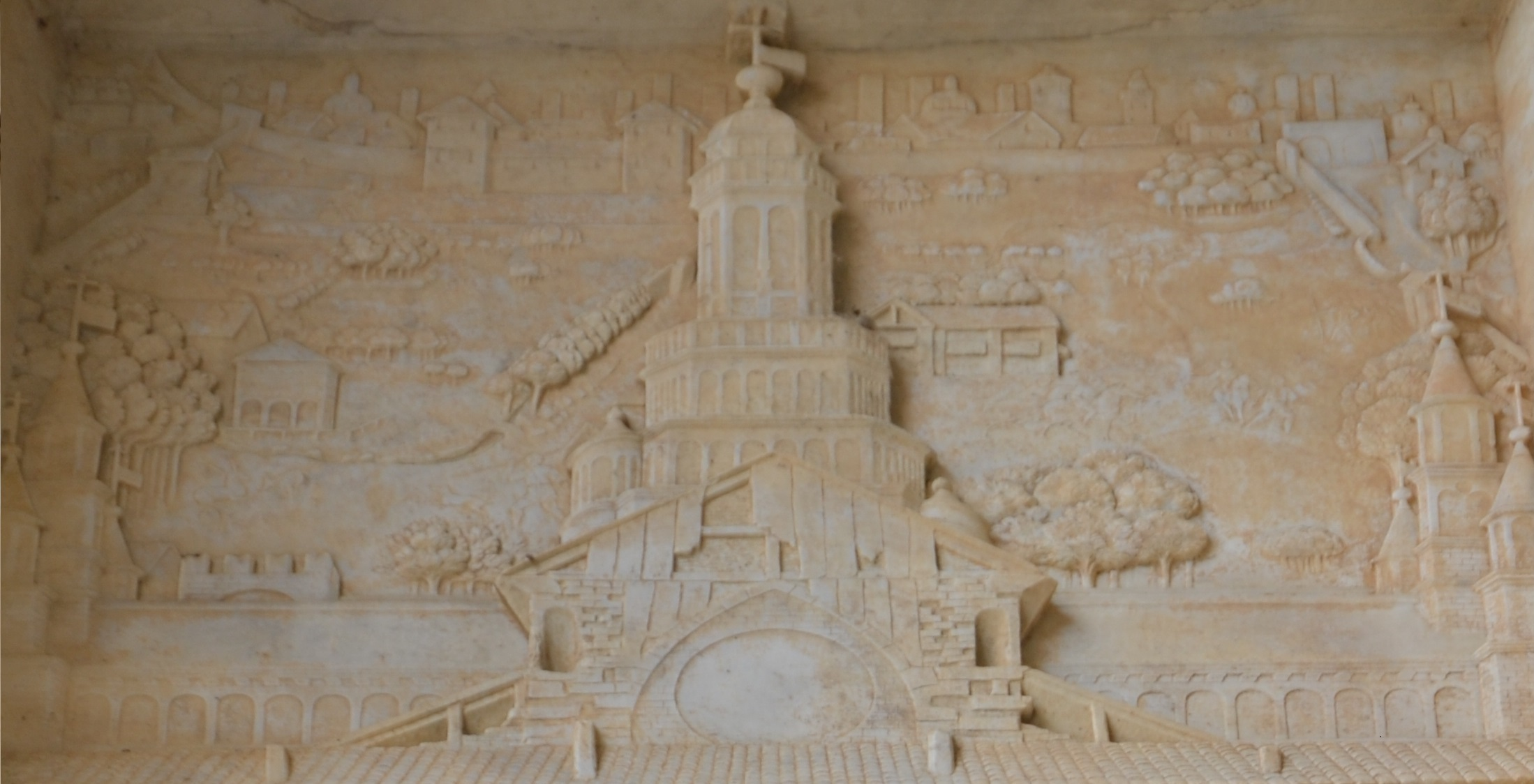
Benedetto Briosco, detalle del portal de la Cartuja de Pavía (1501), se puede ver el Parque Visconteo y al fondo Pavía y el Castillo Visconteo.

El Parque Visconti se considera un arquetipo de los parques modernos como un área reservada por las autoridades locales y modificada con técnicas de arquitectura paisajista. En sus fines cinegéticos, se puede comparar con los parques de ciervos ingleses. El complejo del Parque Visconti, el Castillo Visconti y la Cartuja de Pavía constituyen el primer ejemplo en Europa de un palacio real conectado a un parque cerrado con una capilla privada u otros edificios.

### Flora y fauna
Manteniendo vastos espacios agrícolas, el parque se caracterizó por la presencia de grandes áreas boscosas, plantadas de acuerdo con un proyecto paisajístico preciso: de hecho, se colocaron a lo largo de los bordes, dejando libre el cuerpo central, atravesado por el valle Vernavola (a su vez delimitado solo una banda de alisos), para que la mirada de los visitantes pudiera vagar y percibir la grandiosidad del parque. Incluso las maderas fueron cuidadosamente estudiadas, de hecho se caracterizaron por la presencia de una esencia principal para cada masa arbórea, obteniendo así el "bosque de roble", "castaño" y "olmo". El parque albergaba una fauna muy rica: en época Sforza el número de ciervos, gamos y corzos superaba los 5.000 ejemplares, pero también abundaban las liebres, faisanes, perdices y codornices. También había osos (principalmente ubicados en una colección de fieras llamada "orsaia") y avestruces. También sabemos que durante el verano, para evitar que los animales estropearan los cultivos, se instalaban vallas y zonas delimitadas donde se alojaban.

### Reputation abroad and symbolic value
La fama del parque se extendió por toda Europa, Geoffrey Chaucer, que quizás tuvo la oportunidad de visitarlo durante su estancia en la corte de los Visconti en 1378, probablemente se refirió a él describiendo el jardín del noble de los cuentos de Canterbury Cavaliere Pavese January: «tan hermosa que no conozco otra igual en ningún lugar». Seguramente para Galeazzo II, y más aún para Gian Galeazzo, el parque también tenía un fuerte valor simbólico: el antiguo palacio real de Pavía, sede de los reyes lombardos y del reino de Italia, tenía un gran jardín (viridarium), con la creación del gran parque, los Visconti pretendían reconectarse con ese pasado, manifestando sus aspiraciones reales. De hecho, el parque no estaba destinado únicamente a entretenimiento, cacerías y torneos (uno de los más memorables fue el organizado por Galeazzo María Sforza en 1471) de los señores, sino que fue utilizado por los Visconti y Sforza como lugar de representación, aquí los soberanos, fueron traídos prelados, embajadores y todos los invitados más importantes, quienes observando la abundante caza, los animales exóticos, la belleza de los edificios y la grandeza del complejo cartujo, tuvieron así la oportunidad de tocar la grandeza de los duques de Milán.

## Estructuras, edificios y asentamientos en el parque

### El Baño Ducal
Durante la restauración de los edificios del Parque realizada por Filippo María Visconti en 1438, se menciona el Gran Baño del Jardín; las medidas de la planta (que era una verdadera piscina cubierta), pero también la conexión con el gran estanque de peces del mismo jardín, coinciden con la célebre descripción de Stefano Breventano (1570), cuando, con la destrucción ya acaecida en el En la época de la caída de Ludovico Sforza, no quedaba más que la pila cuadrada de 18 escalones (igual a unos 25 metros de cada lado), con revestimiento de mármol blanco, una vez encerrada por tablas de alerce, con cuatro grandes ventanales y un techo en la forma de un pabellón. No es seguro, sin embargo, es posible que algunos estudios de Leonardo da Vinci para las tuberías de agua fría y caliente "del baño de la Duquesa" en realidad se referían a la "piscina" del parque, incluso si se ha planteado la hipótesis de que Leonardo creó, hacia 1490, un nuevo baño para  Isabel de Nápoles. Cuando el baño era utilizado por los duques, para proteger su intimidad, se colocaban paneles de madera alrededor de la estructura, de hecho existe una carta de Galeazzo María Sforza dirigida al capitán del parque con la que Sforza instó al envío de “puertas” en madera para el baño.

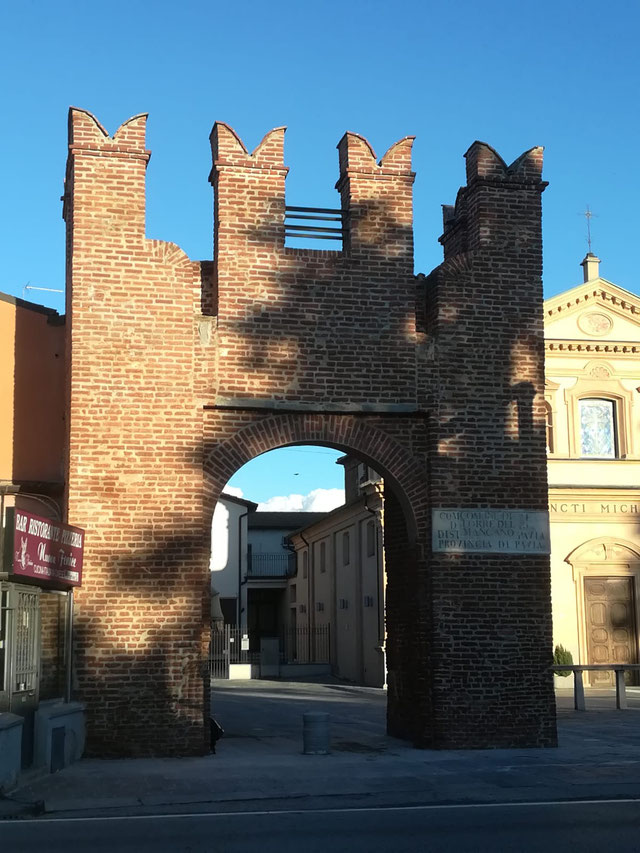
La puerta del parque de Torre del Mangano.
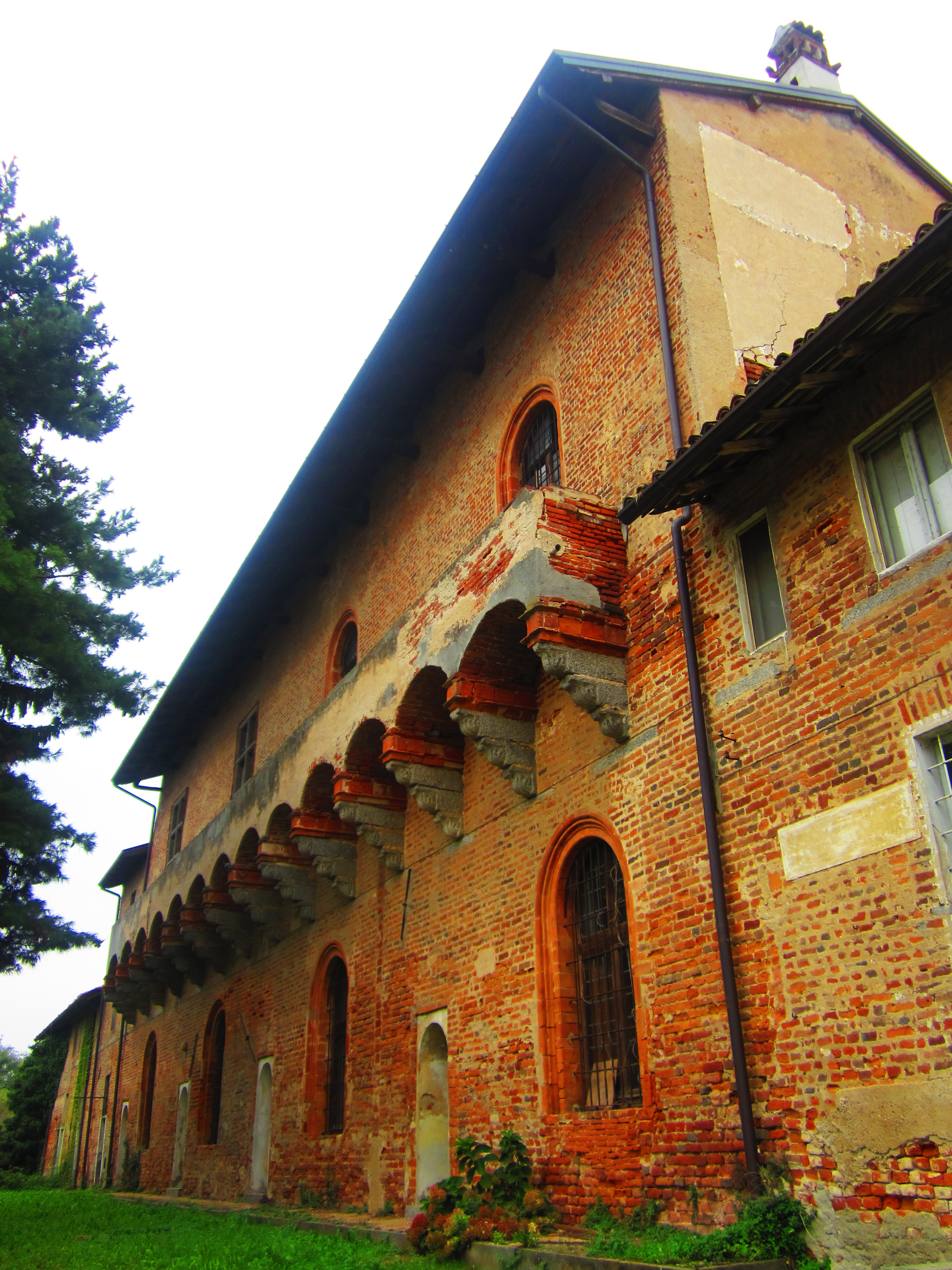
El castillo de Mirabello.
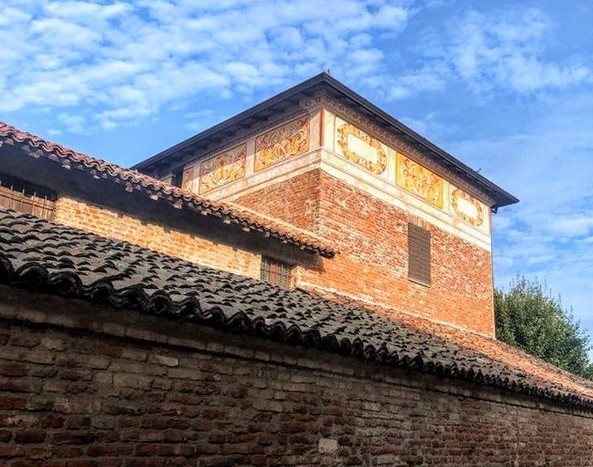
La torre de Agnese del Maino en Borgarello.
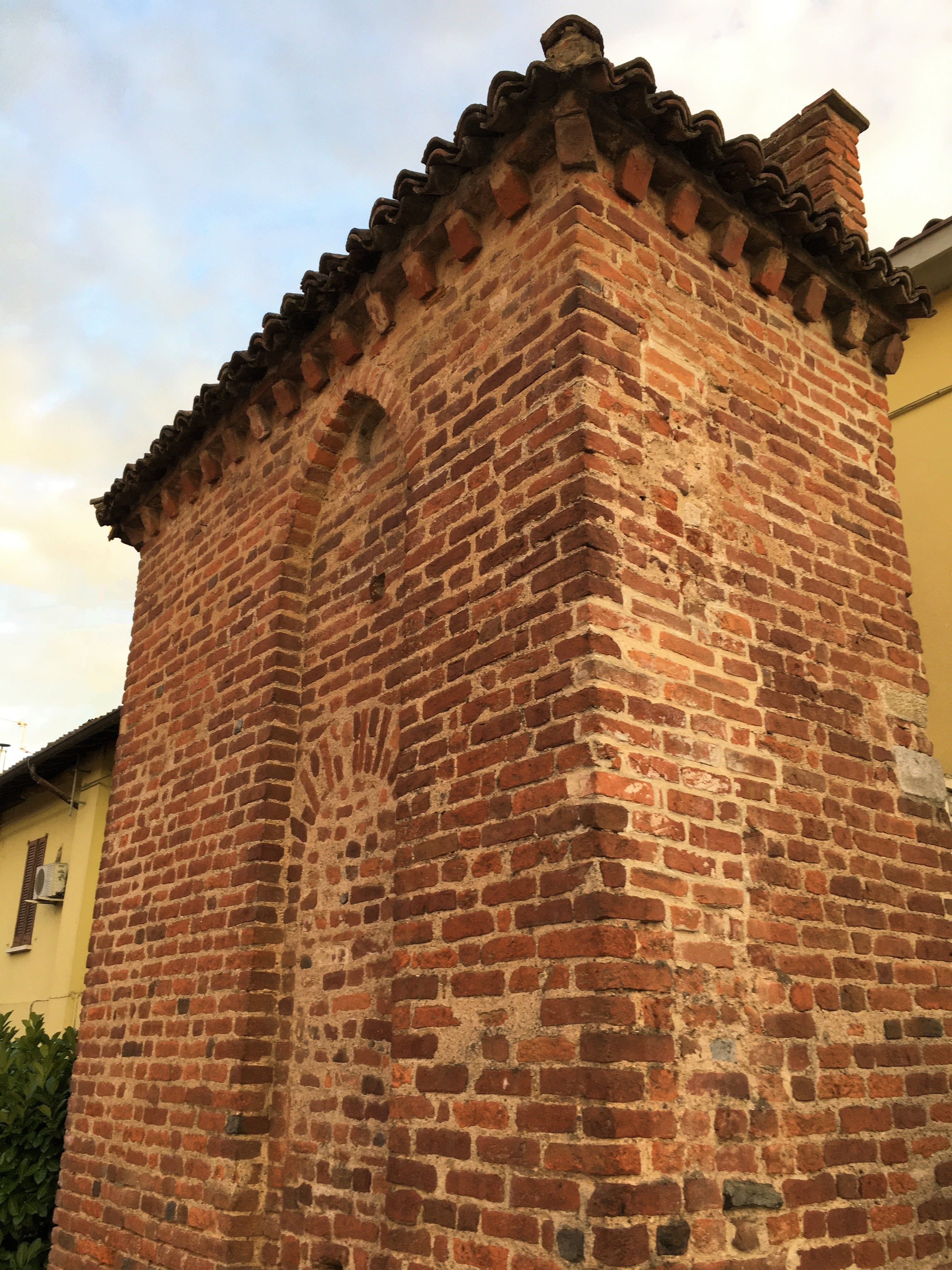
San Genesio ed Uniti, Via Porta Pescarina, restos de la puerta.
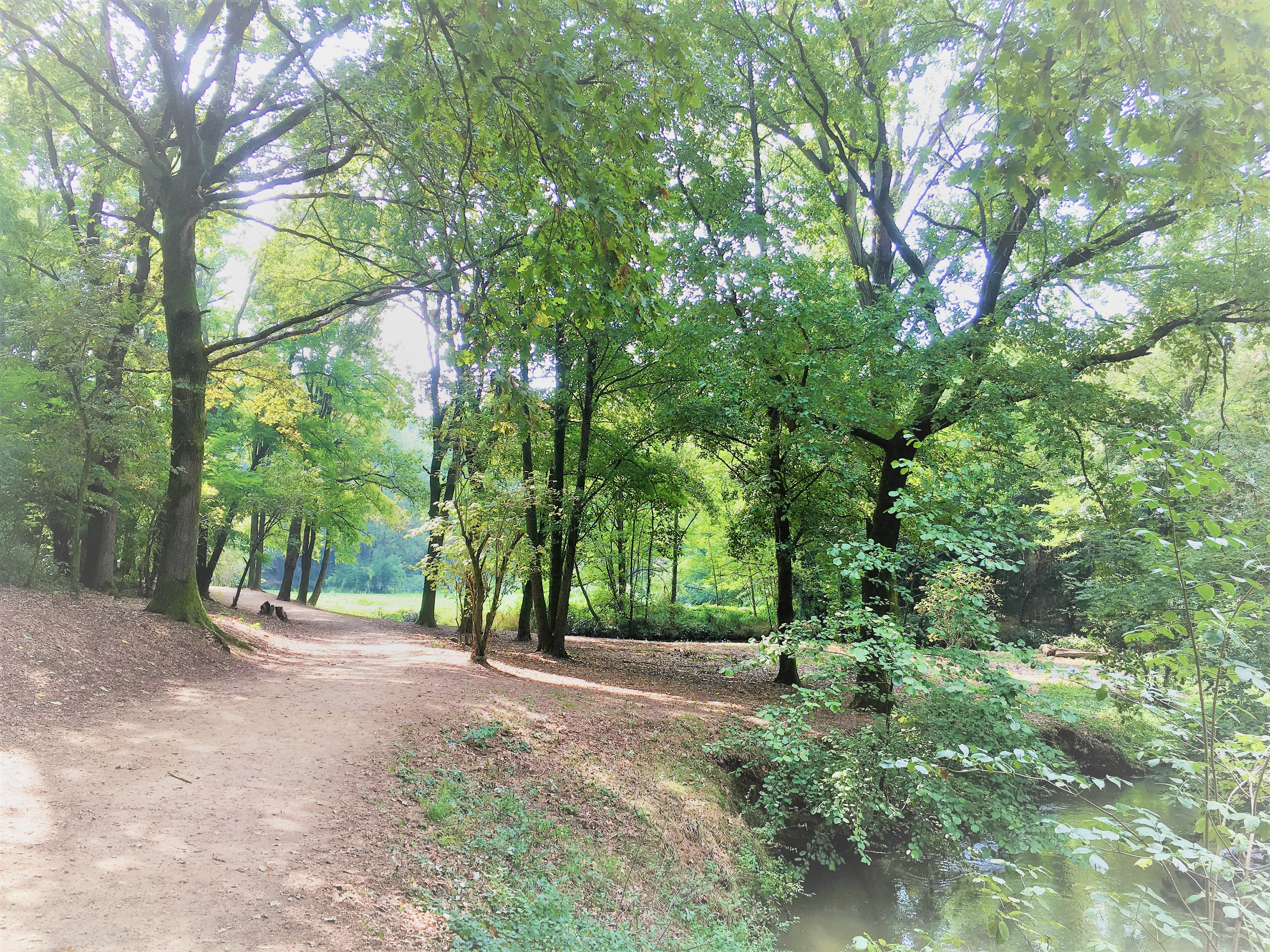
El parque Vernavola.

### La Torretta y el Jardín de la Torretta
El complejo Torretta, que consta de varias unidades residenciales y casas de campo, representa un prototipo extraordinario de la "villa del placer", vinculado al redescubrimiento Visconti del ideal humanista del campo. La construcción de la Torretta comenzó alrededor de 1384, cuando Gian Galeazzo Visconti adquirió un molino y otros bienes existentes cerca de la torre de los Astolfi (una familia aristocrática de Pavía) y tenemos noticias de nuevas intervenciones entre 1388 y 1389. La Torretta tenía un gran jardín, reservada al señor y encerrada por un muro de ladrillos: en 1389 se transportaron más de 191.000 ladrillos para la construcción de los muros. En el jardín de la Torretta, donde Gian Galeazzo se había refugiado por miedo a la peste, el duque recibía a los embajadores de Siena en 1399 y muy a menudo el señor se retiraba a la Torretta (que podríamos definir como una especie de parque dentro del parque) en busca de tranquilidad y relajación.

### Castillo de Mirabello
En 1325 la rica familia Fiamberti de Pavía adquirió numerosos bienes y fondos en la zona y, entre 1325 y 1341, mandó construir el primitivo castillo, con torre y abrigo. En la década de 1360, Galeazzo II Visconti compró la mitad del castillo a la familia Fiamberti, con los fondos correspondientes, mientras que el señor expropió la parte restante del complejo. El complejo fue restaurado por Gian Galeazzo Visconti en 1384 e incluido en el gran Parque Visconti. Filippo María Visconti estableció el cargo de capitán del Parque, a cargo de la custodia y gestión de los bienes ducales y colocó su sede en el castillo. En 1472 Galeazzo María Sforza hizo renovar y ampliar el edificio, que fue utilizado varias veces por los duques como sede de representación política, con motivo de cacerías y banquetes organizados dentro del parque. Probablemente alrededor de 1491, Gian Galeazzo Sforza donó el castillo a Galeazzo Sanseverino, quien hizo renovar la residencia. Durante la batalla de Pavía en 1525 el castillo acogió al rey de Francia Francisco I y en la misma batalla Galeazzo Sanseverino murió luchando en las filas francesas.

### Los asentamientos y granjas fortificadas
Dentro del parque también había tres comunidades (San Genesio, Torre del Mangano y Borgarello) existentes al menos desde el siglo XII. Algunos de ellos estaban equipados con castillos y granjas fortificadas que fueron compradas u ocupadas por los Visconti. En San Genesio existió, al menos desde 1326, un castillo propiedad de la familia Sisti de Pavía, que fue expropiado por Galeazzo II y demolido para ampliar el parque. En su lugar, el señor hizo construir una granja con cuatro torres. No de otra manera, en Torre del Mangano ya existía una torre controlada por la familia Del Mangano de Pavía desde 1302, que, en 1328, quizás por estar fortalecida, se convirtió en castillo; más tarde fue vendido por Gian Galeazzo a los monjes de la Cartuja de Pavía. Un castillo, aunque en ruinas, fue comprado por el propio Gian Galeazzo en 1394 en Cornaliano dai Meriggi: en el documento, junto a los sedimentos del castillo, había otros donde se había construido una “rocchetta”, edificios rurales y algunas torres. Mucho más limitadas debieron ser las obras en defensa de la Torre del Gallo, vendida por los Astolfi a Bianca de Saboya en 1388: una torre; por lo tanto, en este caso se trataba de una simple granja fortificada.

## Desuso y decadencia
Después del gobierno de Ludovico Sforza (1489-1494), el parque fue abandonado progresivamente y sus características se deterioraron. En 1525 fue el teatro de la Batalla de Pavía que se libró entre las fuerzas francesas e imperiales españolas. Los muros del parque fueron dañados por los ejércitos mientras maniobraban durante la batalla. En los siglos siguientes la mampostería de la muralla, que ofrecía ladrillos para su reutilización en las casas campesinas cercanas, pasó por un abandono generalizado hasta su total demolición.

## El área del parque en la actualidad
El área del Parque Visconti hoy tiene pocos signos de su antigua función y se dedica principalmente a la agricultura, al igual que el área externa al Castillo de Mirabello, que originalmente tenía planta de cuadrilátero, sólo se ha conservado un lado. El conjunto de Torretta, transformado en granja en el siglo XVI, también se conserva en parte. Se pueden ver restos de dos puertas en Torre del Mangano y en San Genesio (Porta Pescarina). Las otras puertas sobreviven solo en nombres de lugares.
Gran parte del área que una vez ocupó el parque ahora es tierra agrícola, sin embargo, han quedado tres áreas naturalistas que pueden considerarse herederas de la gran reserva de caza de los señores de Milán: el Parque Vernavola, y reservas naturales della Carola y el Heronry de Porta Chiossa, que se extienden sobre un área de casi 148 hectáreas (correspondientes a aproximadamente 365 acres).
Para facilitar la visita al parque, las autoridades locales proponen rutas en bicicleta y recorridos temáticos.